# Veinticinco de Mayo (departamento de Misiones)
| Veinticinco de Mayo      | Veinticinco de Mayo                        |
| ------------------------ | ------------------------------------------ |
| País:                    | Argentina                                  |
| Província:               | Misiones                                   |
| Capital:                 | Alba Posse                                 |
| Superfície:              | 1.629 km²                                  |
| População:               | 27.187 (IDEC - 2001)                       |
| Densidade:               | 16,59 hab/km²                              |
| Altitude:                |                                            |
| Localização:             |                                            |
| Municípios:              | - 25 de Mayo - Alba Posse - Colonia Aurora |
| Web:                     |                                            |
| Localização na província |                                            |
| Departamento             |                                            |

Veinticinco de Mayo é um departamento localizado no Centro-Leste da província de Misiones, Argentina.
Limita com os departamentos de Cainguás, Guaraní, Oberá, e ao sul com a República Federativa do Brasil separado pelo rio Uruguai.
O departamento tem uma superfície de 1.629km², equivalente à 5,8% do total da província. Sua população é de 27.187 habitantes, segundo o censo 2001 (INDEC). Segundo estimações do INDEC no ano 2005 tinha 28.744 habitantes.
A capital, Alba Posse, está situada a 150 m de altitude. Localiza-se no sopé da serra de Misiones, na margem do rio Uruguai. 
Principais atividades econômicas: cultivo de plantas aromáticas, pecuária e exploração florestal. 